# Гузь, Игорь Владимирович
Игорь Владимирович Гузь (укр. Ігор Володимирович Гузь; род. 11 января 1982, Луцк, Волынская область, Украинская ССР) — украинский политик, народный депутат Украины VIII и IX созывов Верховной Рады. В 2019 году избран во второй раз по одномандатному округу № 19 (Волынская область) как беспартийный самовыдвиженец. Заместитель председателя Комитета Верховной Рады Украины по вопросам организации государственной власти, местного самоуправления, регионального развития и градостроительства. Член депутатской группы «За будущее» в Верховной Раде. Делегат от Украины в Парламентской ассамблее Черноморского экономического сотрудничества (ПАЧЭС).

## Биография
Родился в Луцке. Семья по материнской линии из села Свирж, что на Холмщине, по отцовской линии из села Смидин Старовыжевского района Волынской области. Окончил среднюю школу № 19 в Луцке. Выпускник Волынского государственного университета им. Леси Украинки, по специальности — «политолог, преподаватель политологии».

### Участие в акции «Украина без Кучмы»
2001 — сокоординатор Волынского отделения комитета За правду!. 9 марта 2001 года стал активным участником акции «Украина без Кучмы». Катализатором такого сопротивления стало убийство Гонгадзе. В тот день он участвовал в штурме милицейского кордона, который выставили для охраны Кучмы у главного корпуса Киевского университета им. Шавченко. За это, вместе с другими студентами, их избил и задержал «Беркут». Провел несколько дней в СИЗО. Всего после акции Гузь прошел около 10 допросов СБУ, МВД, Генпрокуратуры.
15 марта 2018 года в Верховной Раде вместе с соратниками требовал принятия парламентом постановления о реабилитации 17 активистов, осужденных по приказу президента Кучмы.

### Акция «Чернобыльский шлях» и задержание в Белоруссии
26 марта 2005 года вместе с другими членами «Национального альянса», поддерживая белорусскую оппозицию в ее стремлении свергнуть режим Лукашенко, вместе с сотнями других активистов присоединился к акции протеста. Уже тогда митингующие потребовали отставки президента Белоруссии и освобождения заключенных соратников.
Акцию протеста жестоко подавил белорусский ОМОН. Игорь и его побратимы были арестованы и помещены в минское СИЗО. В знак протеста они объявили голодовку и только через 10 дней были освобождены. Также за участие в акции протеста всех представителей «Национального альянса» депортировали из Белоруссии на 5 лет.
Более чем через 10 лет уже народного депутата от фракции «Народный фронт» Игоря Гузя не пустили в Белоруссию, когда он пытался приехать в страну для участия в акции «Чернобыльский шлях».

### Работа в органах местного самоуправления
В марте 2002 года был избран депутатом Луцкого городского совета по избирательному округу № 44. Был членом комиссии, которая занималась вопросами молодежи, образования и науки.
В марте 2006 года избран депутатом Волынского областного совета по списку избирательного блока «Наша Украина». Был председателем постоянной депутатской комиссии по вопросам молодежной политики, спорта и туризма.
С 2007 по 2011 год — советник Луцкого городского головы на регулярной основе, начальник отдела по делам семьи и молодёжи Луцкого городского совета.
В октябре 2010 года избран депутатом Волынского областного совета по одномандатному избирательному округу № 27 (Старовыжевский район). Был членом комиссии по вопросам бюджета, финансов и ценовой политики.
20 февраля 2014 года избран заместителем председателя Волынского областного совета.

### Деятельность во время Евромайдана
Был одним из координаторов луцкого Евромайдана. За участие в акциях протеста правоохранительные органы возбудили уголовное дело против Игоря Гузя за совершение правонарушения, предусмотренного ст. 296 ч. 295, 341 Уголовного Кодекса Украины. Политику было предъявлено обвинение в «вынесении портретов» Януковича из помещения Волынского областного совета; призывы к действиям, представляющим угрозу общественному порядку; захват государственных или общественных зданий или сооружений.
25 декабря 2013 года Луцкий районный суд постановил применить к Игорю Гузю меру пресечения в виде 60-дневного домашнего ареста с использованием электронного браслета для контроля за перемещением подозреваемого. Но уже 30 декабря 2013 года Апелляционный суд Волынской области вынес решение о смягчении меры пресечения в отношении подозреваемого.

### Участие в парламентских выборах
На парламентских выборах 2012 года был кандидатом от партии «Батькивщина» по одномандатному избирательному округу № 21 (Ковель, Ковельский, Ратневский, Старовыжевский, Шацкий районы) и набрал более 36,39 % голосов, уступив менее одного процента Степану Ивахиву.
На парламентских выборах 2014 года был кандидатом в одномандатном избирательном округе № 19 от «Народного фронта» (Нововолынск, Владимир-Волынский, Иваничивский, Любомльский, Владимир-Волынский районы) и победил с большим отрывом, получив 30,69 % (27243) голосов.
В 2019 году баллотировался на внеочередных выборах в Верховную Раду по мажоритарному округу № 19 как самовыдвиженец. По итогам голосования, установленных окружной избирательной комиссией, действующий народный депутат одержал победу на 217 избирательных участках (97,7 %) из 222. Итоги выборов показали 59,69 % поддержки. За него отдали свои голоса 41 106 избирателей.

### Зарубежная политическая деятельность
Участник акции «Чернобыльский шлях — 2005» в Минске. Осуждён на 10 суток административного ареста. Депортирован из Беларуси с запретом на въезд в эту страну на 5 лет. Международной правозащитной организацией Amnesty International был признан узником совести.
25 мая 2016 года народного депутата не пустили на территорию Приднестровской Молдавской Республики для встречи с украинской диаспорой.

### Работа в Верховной Раде
За время работы в Верховной Раде 8-го созыва Игорь Гузь присутствовал на 99 % заседаний и принципиально не занимался «кнопкодавством» в ходе голосования. По итогам законодательной деятельности он стал первым в рейтинге депутатов-реформаторов от Vox Ukraine и одним из самых эффективных депутатов-мажоритарщиков по результатам мониторинга общественной сети «ОПОРА».
Заместитель председателя комитета по организации государственной власти, местного самоуправления, регионального развития и градостроительства в Верховной Раде Украины IX созыва (с 29 августа 2019 года).
7 декабря 2020 года включён в список украинских физических лиц, против которых российским правительством введены санкции.

### Общественная деятельность
Принадлежал к Молодёжному националистическому конгрессу, с 2001 по 2005 год был председателем волынской организации, с 2002 по 2005 год был заместителем председателя всеукраинской организации. С 2005 по 2013 годы был председателем Всеукраинской молодежной общественной организации «Национальный альянс».
22 апреля 2015 года учредил Фонд Игоря Гузя «Прибужье», действующий на территории Иваничивского, Владимир-Волынского, Любомльского районов и городов Нововолынск и Владимир-Волынский. Фонд был задействован в различных мероприятиях на территории Прибужья, а также поддерживает деятельность различных сообществ: участников АТО, общественных организаций детей с особенностями психофизического развития, ОСББ, творческой молодежи и т. д.
11 апреля 2016 года по инициативе депутата Игоря Гузя начала свою работу Ассоциация местного самоуправления «Прибужье». Основная цель Ассоциации — содействие активному проведению реформы децентрализации, а также активизации международного сотрудничества украинских органов местного самоуправления с различными зарубежными сообществами. Одновременно был подписан Меморандум о намерениях между Ассоциацией местного самоуправления «Прибужье» и Союзом гимн Люблинщины.

### Увлечения
Увлекается бегом и плаванием, в том числе на большие дистанции. 22 августа 2012 года в рамках кампании «Спасём Свитязь», направленной на привлечение внимания общественности к проблеме продолжающего строительства Хотиславского карьера со стороны Белоруссии, Игорь Гузь проплыл наибольшее из Шацких озёр — Свитязь.
20 августа 2016 года Игорь Гузь вместе с побратимом Валерием Макаруком проплыл Свитязь в длину, посвятив заплыв 25-летию независимости Украины.
С целью популяризации здорового образа жизни, по инициативе Игоря Гузя 26 августа 2017 года впервые на Волыни в селе Смидын Старавыжевского района прошли соревнования по кросс-триатлону (спринт), участие в которых принял 81 спортсмен со всей Украины.

## Инициативы

### Фестиваль «Бандерштат»
В 2007 году впервые инициировал проведение всеукраинского фестиваля «Бандерштат». Мероприятие теперь является арт-визиткой Волыни. Это — безалкогольный семейный патриотический фестиваль, обогащенный интеллектуальной музыкой, имеющий приятную атмосферу. «Бандерштат» — единственный на Украине трёхдневный музыкальный фестиваль, который в 2019 году состоялся 13 раз подряд.
Количество посетителей увеличивается с каждым годом. Только в 2019 году 2213 участников боевых действий посетили фестиваль бесплатно. Около 600 детей в возрасте до 12 лет в сопровождении взрослых также посетили «Бандерштат» бесплатно. 7 стран — такая география фестиваля: большинство гостей были из США, ОАЭ, Израиля, Франции, Польши и Беларуси. Мероприятие даже стало предметом российской пропаганды. Как председатель оргкомитета, Игорь убежден, что главной задачей фестиваля является информирование о Бандере, УПА и идеологии украинского национализма через новейший формат.

### Фестиваль «Княжий»
В 2017 году основал двухдневный историко-культурный фестиваль «Княжий» на территории села Заричье Владимир-Волынского района. Мероприятие призвано возродить туристический потенциал региона, популяризировать качественную музыку, литературные беседы, реконструировать княжескую эпоху, культуру того времени, ремесла и быт. Также по решению организаторов он свободен от алкоголя и направлен на пропаганду здорового образа жизни. В 2017 и 2018 годах его посетило по 9000 человек. В 2019 году на фестиваль побывала рекордное количество людей — 10 500.

### Polissia Challenge Cup
В 2017 году по инициативе Гузя впервые на Волынском Полесье стартовали соревнования по кросс-триатлону «Polissia Challenge Cup 2017». 81 участник из всей Украины и их тренеры съехались на Волынь, чтобы принять участие в мероприятии. Профессиональные спортсмены, бизнесмены, чиновники и просто люди, которые ведут здоровый образ жизни и занимаются спортом, проявили свою силу и выносливость на трассе, которая прошла через три деревни Волыни: Сомин, Луков и Смидын.
Чемпионат Украины по кросс-триатлону в 2019 году прошёл в третий раз. В нем приняли участие около 120 спортсменов из разных регионов Украины и даже других стран.

## Награды
Награждён Премией Кабинета Министров Украины за особые достижения молодежи в развитии Украины (2005).